# تاد بوتير
تاد بوتير (بالإنجليزية: Thayer Potter)‏ هو شخصية أعمال أمريكي، ولد في 19 فبراير 1933 في بيتسبرغ في الولايات المتحدة، وتوفي في 11 يناير 2013 في بن هيلز ‏ في الولايات المتحدة.